# Cometa Holmes
17P / Holmes és un cometa periòdic del sistema solar descobert per l'astrònom amateur britànic Edwin Holmes el 6 de novembre de 1892. A finals d'octubre de 2007, el cometa va augmentar la seva brillantor d'una manera significativa, al voltant d'un milió de vegades més, des d'una magnitud 17 fins a una magnitud 2,5 en unes poques hores. El 16 de novembre d'aquest mateix any, la  coma del cometa, un núvol de gas i pols que envolta el nucli, va créixer fins a superar el diàmetre del Sol, convertint-se en l'objecte més gran del sistema solar. No obstant el nucli només fa 3,6 quilòmetres.

## Història

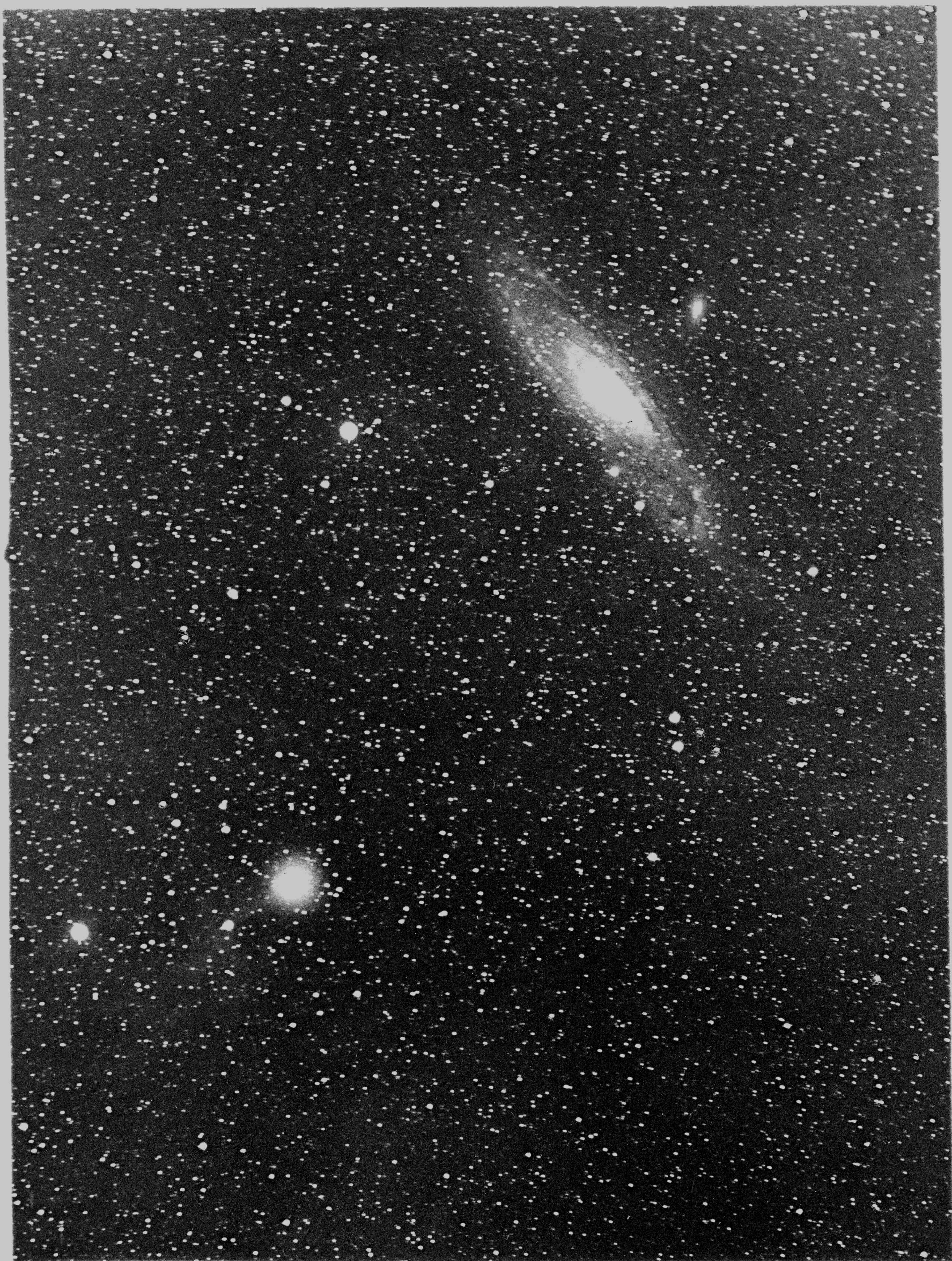
10 de novembre de 1892, prop de la Gran galàxia d'Andròmeda

El cometa va ser descobert per Edwin Holmes el 6 de novembre de 1892. En ser descobert, el cometa tenia una magnitud_aparent de 4 o 5. El descobriment, que va tenir lloc mentre Holmes realitzava observacions regulars de la galàxia d'Andròmeda (M31), va passar gràcies a un esdeveniment similar a l'actual, que va fer que augmentés de brillantor fins a la magnitud 4 o 5 durant algunes setmanes.
L'òrbita el·líptica va ser calculada per primera vegada de manera independent per Heinrich Kreutz i George Mary Searle. Posteriorment es va establir la data del periheli, i el període orbital en 9,6 anys. El 1899 i 1906 es van observar aparicions del cometa. Es va donar després per perdut fins a la seva reaparició del 16 de juliol de 1964. Des de llavors, les aparicions del cometa han estat observades en cada retorn d'aquest.
En el segon semestre de l'any 2007 el cometa es trobava a una distància d'uns 240 milions de quilòmetres de la Terra. El cometa va passar pel seu periheli a uns 300 milions de quilòmetres del Sol el 20 de maig d'aquell mateix any.

## Explosió

17P/Holmes 31 octubre 2007. Reflector de 8 "+ EOS400D. Animació que mostra el moviment aparent sobre el fons d'estrelles durant 50 minuts. Els canvis de brillantor no són propis del cometa, són deguts a l'ús de diferents exposicions a cada presa.

Entre el 23 i el 24 d'octubre de 2007, la seva brillantor va augmentar espectacularment fins a poder-se contemplar a simple vista. Va passar de ser un feble objecte de magnitud 17, a un notori estel de magnitud 2,5 a la constel·lació de Perseu. Aquest increment inusitat de brillantor va succeir en menys de 24 hores. L'esdeveniment va ser descobert per l'astrònom aficionat espanyol Juan Antonio Henríquez Santana des de Tenerife mitjançant telescopi i càmera CCD. Henríquez Santana realitzava una campanya de seguiment del cometa. A mitjans de novembre de 2007, el cometa mostrava una cua visible mitjançant instruments òptics i fotogràfics.
No hi ha una explicació clara de quin esdeveniment ha pogut produir el repetit increment de brillantor el 1892 i 2007. El xoc amb algun asteroide es descarta, per ser poc probable que hagi passat en dues ocasions. Com a hipòtesi es postulen una explosió d'alguna borsa de gas sota la superfície gelada del cometa, o bé un esfondrament de l'estructura del nucli en trobar-se gran part d'aquest buit. Els cometes tenen un nucli poc compactat format per pols, gas i diferents tipus de gel. Altres explicacions molt menys probables poden ser un eventual xoc amb algun cos que hagi tret a la superfície material de l'interior del cometa o potser una possible fragmentació del nucli.

17P/Holmes és un cometa periòdic que té una òrbita el·líptica i inclinada entre Mart i Júpiter.